# ويلبر تومسون
ويلبر تومسون (بالإنجليزية: Wilbur Thompson)‏ هو منافس ألعاب قوى أمريكي، ولد في 6 أبريل 1921 في فرانكفورت في الولايات المتحدة، وتوفي في 25 ديسمبر 2013 في لوس أنجلوس في الولايات المتحدة.

## وصلات خارجية
- ويلبر تومسون على موقع الاتحاد الدولي لألعاب القوى (الإنجليزية)
- ويلبر تومسون على موقع أوليمبيديا (الإنجليزية)